# Portal Reloaded
Portal reloaded — бесплатная модификация компьютерной игры Portal 2, разработанная Яннисом Бринкманом в 2021 году. Механика мода во многом схожа с официальной игрой: геймплей (частично), наличие сюжета и тестовые камеры — головоломки, которые необходимо решать.

## Геймплей
Механика геймплея очень схожа с оригинальной игрой, однако вместо двоиного переносного устройства создания портала вам предоставляется тройное устройство создания порталов. Это устройство позволяет вам манипулировать не только пространством (как в оригинальной игре), но и временем. Третий портал представляет из себя зелёную прямоугольную рамку, которая способна перемещать вас в другую, заброшенную версию камеры из будущего. Кубы и кнопки являются основными тестовыми элементами в игре.
Помимо этого есть три правила перемещения через временные порталы
1. Перемещение куба в прошлом (настоящем), приводит к его перемещению в будущем, но не наоборот.[4] (см.)
2. Куб можно переместить из будущего в прошлое, но не наоборот. (Во избежание временного парадокса.) Изменение положения куба в прошлом времени обновляет его положение в будущем.[5] (см.)
3. Все три портала поставленные в настоящем, появятся на тех же поверхностях в будущем, при условии, что таковые имеются, в противном случае они просто не появятся. Причем, пространственные порталы (Синий и Оранжевый), можно двигать в будущем не влияя на порталы в прошлом. (Подобно первому правилу.) Временной портал не появится в принципе, если поверхность в будущем не существует или находится в ином состоянии.[6]

Это, в сочетании со структурой камер, делает испытания гораздо сложнее чем в Portal 2

## Сюжет
Сюжет Portal Reloaded заключается в том, что игрок просыпается от стазиса в центре развития Aperture Laboratories, и сразу отправляется на тесты включающие временные порталы.
В ходе игры испытуемого (игрока) обучают использованию порталов кубов и прочих механик, попутно рассказывая о том что комплекс был разрушен, а игрок — единственный перенесший путешествие через порталы времени.
В конце игры мы наблюдаем, как нас пытаются снова отправить в комнату стазиса, дабы помочь комплексу в будущем от «неминуемой гибели» (в случае бездействия нас отправят в камеру стазиса и игра закончится), однако мы можем выбрать другой путь и выбраться на поверхность земли в будущем, после чего на вас нападают зомби-хедкрабы из Half-Life 2 и игра заканчивается.